# Physetica inceptura
Physetica inceptura là một loài bướm đêm trong họ Noctuidae.